# Hit the Lights (groupe)
Pour les articles homonymes, voir Hit the Lights.
Hit the Lights est un groupe américain de pop punk, originaire de Lima, dans l'Ohio. Le nom du groupe s'inspire du film de skateboard des années 1980, Gleaming the Cube, et compte plus de 120 000 albums vendus en Amérique du Nord.

## Histoire
Hit the Lights est formé en 2003. Pendant le documentaire du groupe intitulé Vultures Don't Eat Vans, le groupe a dissipé les rumeurs selon lesquelles leur nom était tiré d'une chanson de Metallica. Les membres du groupe Colin Ross et Omar Zehery ont d'abord joué dans un groupe local, The Goodbye Session. Nick Thompson était à l'origine dans un groupe appelé The Summer Departure et Nate Van Dame avait travaillé pour Hawthorne Heights en tant que technicien de batterie. Le groupe sort son premier EP, Leaving Town Tonight, en 2004. En mars 2005, Hit the Lights enregistre et sort l'EP Until We Get Caught sur Silent Movie Records. Le groupe signe chez Triple Crown Records qui réédite Until We Get Caught en novembre 2005.
Hit the Lights devient la tête d'affiche du Let It Ride Tour en 2007, avec en première partie Just Surrender, All Time Low, Valencia, Forgive Durden, The Secret Handshake, et Love Arcade. Le chanteur Colin Ross déclare qu'il ne pouvait plus faire partie du groupe parce que son cœur n'y était tout simplement pas. Les autres membres disent avoir remarqué que Ross ne semblait plus aussi enthousiaste à l'idée de jouer et de faire partie du groupe depuis la majeure partie de l'année dernière. Ils devaient se lancer dans une tournée en tête d'affiche au Royaume-Uni en octobre 2007, mais ont dû annuler en raison de l'impossibilité de trouver un chanteur permanent après le départ de Colin Ross en juin 2007. Colin donne son dernier concert avec le groupe le 15 septembre 2007, au Axis à Lima, Ohio. Après ce concert, les quatre membres restants ont enregistré une reprise, The Warrior, avec Nick Thompson au chant.
En avril 2010, Hit the Lights effectue une tournée en Australie avec New Found Glory et Fireworks. Hit the Lights remplit ses obligations contractuelles avec Triple Crown Records et se met à la recherche d'un nouveau label. Après une guerre d'enchères en mars 2010, ils annoncent leur signature avec Universal Republic Records, en partenariat avec Vagrant Records.
Le 31 janvier 2012, Hit the Lights sort son troisième album studio, Invicta. L'ancien chanteur Colin Ross rejoint le groupe en décembre 2012 pour leur tournée sur la côte est et le Glamour Kills Holiday Festival.
Hit the Lights devient la tête d'affiche de la Pure Noise Records Tour avec Seaway en avril et mai 2016 avec Can't Swim et Casey Bolles en première partie. Le groupe Boston Manor devait également participer à la tournée, mais a dû annuler en raison de problèmes de visa. L'EP acoustique Just to Get Through to You est publié le 6 mai 2016.
Le 23 septembre 2022, le groupe annonce que le guitariste Kyle Maite décède le 20 septembre 2022, après un accident de camion, le groupe met le Hashtag #kylemaiteforever sur tous les médias sociaux.

## Discographie

### Albums studio
- 2006 : This Is Stick Up... Don't Make It a Murder
- 2008 : Skip School, Start Fights
- 2012 : Invicta
- 2015 : Summer Bones

### EP
- 2004 : Leaving Town Tonight
- 2005 : Until We Get Caught
- 2009 : Coast to Coast
- 2011 : Invicta EP
- 2016 : Just to Get Through to You

### Split
- 2004 : From Ohio with Love (avec A Day in the Life et The Red Affaire)

### Apparitions
- 2011 : Punk Goes X